# شباندر
شباندر، روستایی از توابع بخش پاپی شهرستان خرم‌آباد در استان لرستان ایران است.

## جمعیت
این روستا در دهستان سپیددشت قرار دارد و بر اساس سرشماری مرکز آمار ایران در سال ۱۳۸۵، جمعیت آن ۲۴۹ نفر (۵۰خانوار) بوده‌است.
بر اساس سرشماری سال ۱۳۹۰ جمعیت آن به ۱۷۴نفر (۴۲) خانوار کاهش یافته است